# آشلي بيل
اشلي بيل (بالإنجليزية: Ashley Bell)‏ مواليد 26 مايو 1986 في سانتا مونيكا، الولايات المتحدة، هي ممثلة أمريكية بدأت مسيرتها الفنية عام 2002.

## وصلات خارجية
- آشلي بيل على موقع IMDb (الإنجليزية)
- آشلي بيل على موقع ألو سيني (الفرنسية)
- آشلي بيل على موقع أول موفي (الإنجليزية)
- آشلي بيل على موقع بوكس أوفيس موجو (الإنجليزية)
- آشلي بيل على موقع قاعدة بيانات برودواي على الإنترنت (الإنجليزية)
- آشلي بيل على موقع قاعدة بيانات الفيلم (الإنجليزية)
- آشلي بيل على موقع كينوبويسك (الروسية)